# Odprto prvenstvo Anglije 1972
Odprto prvenstvo Anglije 1972 je teniški turnir za Grand Slam, ki je med 26. junijem in 9. julijem 1972 potekal v Londonu.

## Moški posamično
Stan Smith :  Ilie Năstase 4-6 6-3 6-3 4-6 7-5

## Ženske posamično
Billie Jean King :  Evonne Goolagong 6-3 6-3

## Moške dvojice
Bob Hewitt /  Frew McMillan :  Stan Smith /  Erik van Dillen 6-2 6-2 9-7

## Ženske dvojice
Billie Jean King /  Betty Stöve :  Judy Tegart Dalton/  Françoise Dürr 6-2 4-6 6-3

## Mešane dvojice
Ilie Năstase /  Rosie Casals :  Kim Warwick /  Evonne Goolagong 6-4 6-4